# Не зазирай глибше
«Не зазирай глибше» (англ. Don't Look Deeper) — американський науково-фантастичний фільм-драма режисера Кетрін Гардвік, знятий 2020 року за мотивами телесеріалу «Don't Look Deeper» стримінгової платформи Quibi.

## Сюжет
В недалекому майбутньому існують люди і роботи — людиноподібні андроїди. Але Аїша, підліток — робот нового покоління, яка не усвідомлює, що вона — робот, а гадає, що вона людина. Втім, деякі події у її житті змушують дівчину засумніватися в цьому.

## У ролях
| Актор               | Роль   |
| ------------------- | ------ |
| Гелена Говард       | Аїша   |
| Дон Чідл            | Мартін |
| Емілі Мортімер      | Шерон  |
| Ема Горват          | Дженні |
| Ян Луїс Кастелланос | Леві   |
| Белісса Ескобедо    | Карл   |